# Мёрдок, Джеймс (медиаменеджер)
Джеймс Руперт Якоб Мёрдок (англ. James Rupert Jacob Murdoch; 13 декабря 1972, Лондон, Великобритания) — британский бизнесмен, занимавший различные посты в корпорации News Corporation. Работал управляющим 21st Century Fox. Член совета директоров Tesla, владеет инвестиционной компанией Lupa Systems. Сын Руперта Мёрдока.

## Биография
Джеймс — четвертый по счету из шести детей своего отца. Родился в Лондоне. Вырос в Нью-Йорке. Учился в Гарвардском университете, но не окончил его и ушел в бизнес — стал развивать лейбл звукозаписи Rawkus Records. Компания News Corporation, принадлежавшая Руперт Мёрдоку, купила бизнес сына. Джеймс стал частью коллектива глобальной корпорации и одним из трех детей своего отца, которым тот доверил управлять теми или иными направлениями своего дела.
В 2000 году он стал управляющим Star Television — азиатского спутникового оператора тв. Через три года Джеймс уже возглавил British Sky Broadcasting — глобального оператора спутникового телевидения, где News Corporation принадлежало 39 %. В 2007 он стал независимым председателем совета директоров в BSkyB и председателем совета директоров в дочерней компании News Corporation — News International (NI). Джеймс стал отвечать за развитие бизнеса в Европе, Азии и на Ближнем востоке. Под его управление перешли такие важные мировые СМИ, как The Times и The Sun.
В 2011 News Corporation ждала одобрения сделки по приобретению 100 % акций BSkyBВ, когда случился громкий скандал — полиция выяснила, что журналисты News of the World незаконно взломали тысячи телефонов граждан в поисках сенсаций. Издание входило в империю Мердока. Сделка сорвалась по причине отказа покупателей. The News of the World перестало выходить 10 июля 2011 года. Отец и сын подверглись жесткой критике. Джеймс давал показания комитету британских парламентариев, в которых всячески отвергал факт того, что он знал о происходившем в издании. Несмотря на произошедшее, совет директоров BSkyBВ проголосовал за него как за президента компании. Скандал привел к отставке Джеймса с поста руководителя британского подразделения News Corporation. Позднее он ушел с поста председателя BSkyB (позже переименованного в Sky). Мердок продолжил работать в качестве заместителя главного операционного директора News Corporation.
В 2013 News Corporation разделилась на две компании — 21st Century Fox, которая стала отвечать за вещательные активы и «новую» News Corporation, в которой остались печатные продукты. В 2015 Джеймс возглавил телекоммуникационное подразделение.
В 2017 он начал работать в совете директоров компании Tesla и был переизбран президентом Sky. Мёрдок покинул пост в следующем году, когда Comcast приобрела контрольный пакет акций телевещателя. В 2019 году компания Disney приобрела большую часть акций 21st Century Fox, а оставшиеся активы были реорганизованы в Fox Corporation. Мёрдок не получил позиции во вновь образованном бизнесе. Вместо этого он основал инвестиционную компанию Lupa Systems.
31 июля 2020 года покинул совет директоров News Corp. из-за разногласий по поводу редакционной политики и стратегического развития.
В качестве управленца в 2017 году он заработал чуть более 20,3 млн долларов, а в 2018 — 26,4 млн.

## Взгляды
Придерживался более либеральных взглядов в вопросах политики и изменения климата, чем отец и старший брат Лахлан. Поддерживал демократическую партию США.

## Увлечения
По утрам Джеймс занимается спортом. Он является обладателем черного пояса по карате.